# Ламмаслагт
Ла́ммаслагт (ест. Lammaslaht) — природне озеро в Естонії, у волості Мустьяла повіту Сааремаа.

## Розташування
Ламмаслагт належить до Західно-острівного суббасейну Західноестонського басейну.
Озеро лежить на північний захід від села Вигма.
Акваторія водойми входить до складу заказника «Затока Кюдема» (Küdema lahe hoiuala).

## Опис
Ламмаслагт — прибережне галотрофне озеро.
Загальна площа водойми становить 6,3 га. Довжина берегової лінії — 1 610 м.